# 遺伝的関係 (言語学)
言語学における遺伝的関係（いでんてきかんけい、genetic relationship, genealogical relationship）とは、同じ語族のメンバーである言語間の関係である。

## 概要
一方が他方の子孫言語である場合、または両方が共通の祖語の子孫言語である場合、2つの言語は"遺伝的に"関連していると見なされる。たとえば、ロマンス諸語は古代ローマの口語ラテン語の子孫であるため、スペイン語、イタリア語、フランス語などの言語は、ラテン語だけでなく互いに遺伝的に関連している。同様に、デンマーク語、スウェーデン語、ノルウェー語は、古ノルド語からの共通の子孫のため、北ゲルマン語群のメンバーとして遺伝的に関連している。
ロマンス諸語と北ゲルマン語はどちらもインド・ヨーロッパ語族の下位分類群である。ラテン語と古ノルド語はどちらも、さらに古い言語であるインド・ヨーロッパ祖語の子孫と考えられているため、同じように、互いに遺伝的に関連している。
言語間の遺伝的関係に関する物議を醸す理論の1つは、クレオール、ピジン、手話を除く全ての既知の言語が単一の祖語の子孫であるという考え（世界祖語）である。これが本当であれば、全ての言語（ピジン、クレオール、手話を除く）が遺伝的に関連していることになるが、多くの場合、関係が遠すぎて検出できない可能性が高い。